# The Spider (pulp)

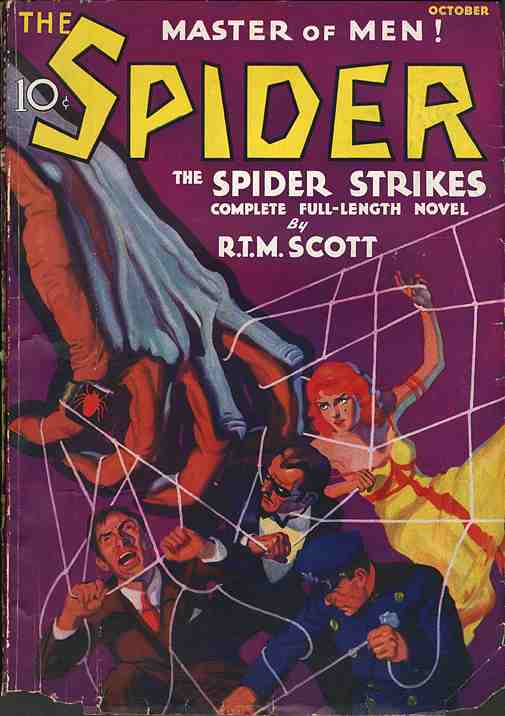
Portada del primer número (octubre de 1933), que incluyó la historia "The Spider Strikes" (el Araña Ataca)

The Spider (en español, El Araña) es un héroe de las revistas pulp estadounidenses y multinacionales de las décadas de 1930 y 1940. El editorial Tor de Argentina tradujo varias novelas al español con el título de El Araña, Dominador de Hombres.

## Antecedentes
The Spider (traducido al español como el Araña) fue creado en 1933 por Harry Steeger para la revista Popular Publications como una competencia directa al héroe justiciero del editorial Street and Smith Publications, La Sombra. Si bien similar, el Araña era en realidad el playboy millonario Richard Wentworth, quien había sido comandante durante la Primera Guerra Mundial y vivía en la ciudad de Nueva York, sin ser afectado por las privaciones financieras causadas por la Gran Depresión. La novena historia del pulp lo describe como el último miembro sobreviviente de una rica familia.
En varias de las primeras novelas, los enemigos del Araña descubrían fácilmente su identidad y era arrestado por la policía, pero lograba escapar rápidamente. Adoptó entonces un disfraz, el de Tito Caliepi, y varios alias relacionados. El primer disfraz del Araña consistía en un simple antifaz negro, un sombrero negro y una capa. Más adelante en la serie, apareció maquillado como un vampiro, lo que fue luego reemplazado por una máscara con un cabello canoso y finalmente como un jorobado. Estos disfraces eran usados para aterrorizar al bajo mundo criminal, a la vez que el Araña administraba su propio estilo de violenta justicia de vigilante. (El actor y comediante Harold Lloyd había usado previamente una máscara similar, peluca de pelo lacio y joroba en la comedia Dr. Jack (1922)). Utilizando su talento con el violín, Wentworth, haciéndose pasar por Caliepi, usaba a veces la mendicidad como parte de su disfraz.
En otras ocasiones, Wentworth también se aventuraba a entrar en el bajo mundo disfrazado de Blinky McQuade, un matón de poca monta, para obtener información necesaria. Ante Scotland Yard, Wentworth se presentaba como Rupert Barton, quien portaba una insignia de inspector por servicios prestados. Para la quinta novela, se le había dado el rango de teniente en el FBI.
Según la quinta historia, Wentworth, medía 1.80 m de estatura, tenía ojos grises y una vieja cicatriz de batalla en la cabeza que se dilataba en momentos de gran estrés. Era pianista y violinista consumado, y conducía un auto Lancia. Hablaba fluídamente el indostaní y, por lo tanto, podía hablar con Ram Singh en su propio idioma, sin temor a que nadie más entendiera lo que decían. En las historias de Page, Wentworth era también psicológicamente vulnerable y sufría de "frecuentes ataques de miedo, dudas, desesperación y paranoia".
Las historias del Araña a menudo involucraban alguna extraña amenaza para el país y una conspiración criminal, y eran con frecuencia extremadamente violentas, los villanos masacrando de manera desenfrenada a miles de personas como parte de brotes de crímenes a veces en todo el país: el historiador de las revistas pulp Ed Hulse señala que "El número de muertes en las novelas de el Araña ascendía habitualmente a los miles". La identidad del criminal maestro de las historias solía desenmascararse solo en las últimas páginas. Las historias a menudo terminaban con Wentworth dando muerte a los villanos y marcando la frente de sus cuerpos con su marca de "Araña".
Las dos primeras novelas fueron escritas por Reginald Thomas Maitland Scott, pero habían sido consideradas demasiado lentas, por lo cual se contrató a otro escritor. Las historias posteriores fueron publicadas bajo el sello de Grant Stockbridge. La mayoría de las novelas del Araña fueron escritas por Norvell Page. Entre otros escritores de la serie estuvieron Donald C. Cormack, Wayne Rogers, Emile C. Tepperman y Prentice Winchell.
Con respecto a los artistas de portada para la revista de The Spider, fueron Walter M. Baumhofer para el primer número, seguido de John Newton Howitt y Rafael De Soto. The Spider se publicaba mensualmente y alcanzó 118 números entre 1933 y 1943. Aunque se había escrito en su totalidad un manuscrito para la novela número 119 del Araña, no se publicó sino hasta décadas más tarde, y luego como un libro de bolsillo para el mercado masivo con numerosos cambios y personajes rebautizados (véase la sección de novelas de bolsillo más abajo).
The Spider alcanzó buenas ventas durante la década de 1930, y antiguas copias de esta época son aún de valor para los coleccionistas modernos de revistas pulp. Hulse declaró que "Hoy en día, los fanáticos del pulp de héroes valoran a The Spider más que a cualquier otra revista centrada en un solo personaje, con excepción de La Sombra y Doc Savage".

### Personajes secundarios
Nita Van Sloan, es la prometida de Wentworth de largo tiempo, quien con frecuencia lo ayuda. Aunque tienen la cercanía de una pareja de esposos, son conscientes de que jamás podrían casarse y tener una familia, pues Wentworth está seguro de que finalmente será desenmascarado como el Araña y será asesinado, y que en consecuencia serían su esposa e hijos quienes pagarían el precio por sus acciones. En la historia del número 100, "La muerte y el Araña", Wentworth pensaba que iba a morir. Nita entonces asume el disfraz del Araña varias veces, cubriendo a Wentworth cuando ha sido herido de gravedad.
Ram Singh, un sij (originalmente hindú), es el siervo fanáticamente leal de Wenthworth. Es un letal lanzador de cuchillos y generalmente carga varios de ellos, incluido el mortal kukri. Ram Singh nunca piensa que su posición como sirviente sea degradante ni impacta negativamente su autoestima, pues cree que sirve a un hombre que está totalmente por encima de los demás hombres. En ocasiones Wentworth y él hablan en indostaní, que solo ellos entienden.
El sargento Ronald Jackson, el conductor de Wentworth, había estado bajo las órdenes de Wentworth durante la Primera Guerra Mundial y a menudo se refería a él como "el Mayor". Jackson murió asesinado por "El Vengador" en la historia de The Pain Emperor (de febrero de 1935). Sin embargo, fue revivido en la historia "The Reign of the Death Fiddler" (1 de mayo de 1935) en la que se reveló que, si bien estaba a punto de morir, Ram Singh lo había salvado y lo había curado por completo.
Harold Jenkyns es el mayordomo de Wentworth, un hombre mayor que ha estado al servicio de la familia Wentworth durante largo tiempo.
El comisionado de policía Stanley Kirkpatrick, o simplemente "Kirk", es el principal aliado y antagonista de Wentworth, quien está convencido de que Wentworth es el Araña, pero nunca logra demostrarlo. Ha jurado arrestarlo, juzgarlo y enviarlo a la silla eléctrica si alguna vez consigue las pruebas.
El profesor Ezra Brownlee, es un inventor y un antiguo compañero de guerra de Wentworth, que aparece constantemente en las primeras novelas del Araña. Muere asesinado en Dragon Lord of the Underworld (julio de 1935). El hijo de Brownlee aparece ocasionalmente más tarde, reemplazando a su difunto padre.

### Enemigos
A pesar de la tendencia del Araña de dar muerte a sus enemigos, se encuentra con varios enemigos en más de una ocasión, por ejemplo La Mosca o MUNRO, un maestro del disfraz. Algunas historias centradas en una lucha contra un solo villano continuaban por varios números consecutivos, como la batalla en cuatro partes del Araña contra El Faraón Viviente o la batalla en tres partes del Araña contra El Amo y su Policía Negra (reimpresa décadas más tarde como el Araña vs El Empire State). Otros enemigos que encontraba tenían nombres como los que reciben los supervillanos de los cómics, como Juez Tortura, Pluma Roja, La Serpiente Sanguinaria, El Cerebro, El Emperador de las Plagas, El Mandarín Rojo, El Silenciador o El Demoledor. Los nombres de dos villanos del Araña, el Bat Man y el Iron Man, fueron adoptados más tarde para los cómics de superhéroes homónimos de DC y Marvel.

### El sello y las armas del Araña
Una de las características distintivas del Araña es su "tarjeta de visita". Wentworth deja con frecuencia una imagen de una "araña" en tinta roja (como una gota de sangre) en la frente de los criminales a los que ha dado muerte, para que así no resulten culpadas otras personas. En la sexta novela (1934), el Araña imprime su signo rojo en un anillo de oro para que de esta forma cualquier persona que necesite de su ayuda pueda usarlo llevándoselo a Kirkpatrick (momento en el cual Wentworth se enterará). Durante esta misma época, y de manera similarmente benigna, y acaso inspirado por la tarjeta de visita del Araña, el héroe de historietas de Lee Falk de 1936, The Phantom, empezó a dejó una marca distintiva en el cráneo de los enemigos contra quienes luchaba, hecha con el anillo que llevaba. El sello del Araña, sin embargo, se mantenía oculto en la base de su encendedor de platino y había sido inventado por el profesor Brownlee. El Araña también cargaba una delgada cuerda de seda (su "red") que tenía una tensión de rotura de un par de cientos de kilos.
Brownlee también había sido el inventor de la letal y casi silenciosa pistola de aire que usaba el Araña cuando quería matar "silenciosamente". Brownlee hacía las veces de una suerte de armero de guardia para Wentworth, a quien consideraba casi como un hijo. En los primeros números, Wentworth cargaba también una pistola en uno de sus zapatos, usándola un par de veces en el número 5.
Wentworth era asimismo un maestro del disfraz. En la caja de acero con herramientas de robo que escondía bajo el brazo, llevaba también un kit de maquillaje y (en las primeras novelas) su antifaz del Araña.
En la adaptación al cómic hecha por Timothy Truman en 1990, Brownlee creó la "Web-Lee", una pistola de aturdimiento no letal que disparaba proyectiles que estallaban soltando una masa similar a una telaraña, llena de microscópicas púas de curare congelado.
Al igual que La Sombra, las armas habituales de elección del Araña solían ser un par de pistolas automáticas Browning M1911 calibre .45. Tenía gran puntería y por lo general disparaba a matar. Con todo, nunca le disparaba a ningún policía, si bien con frecuencia estos tenían órdenes de dispararle a muerte tan pronto le vieran.

### Dominador de hombres
El sobrenombre del Araña era el de "Dominador de hombres" (en inglés, master of men), lo que enfatizaba el que su voz tenía la suficiente autoridad como para que muchos siguieran sus órdenes. Wentworth también tenía la habilidad de imitar voces de otras personas. Cuando imitaba la voz de Kirkpatrick, era capaz de darles órdenes a policías menores durante un puesto de vigilancia, haciéndolo incluso durante una redada destinada a capturar a el Araña, para así poder escapar. Wentworth no tenía inconvenientes en disfrazarse de policía para escapar cuando se veía rodeado de policías.

## Cine seriales

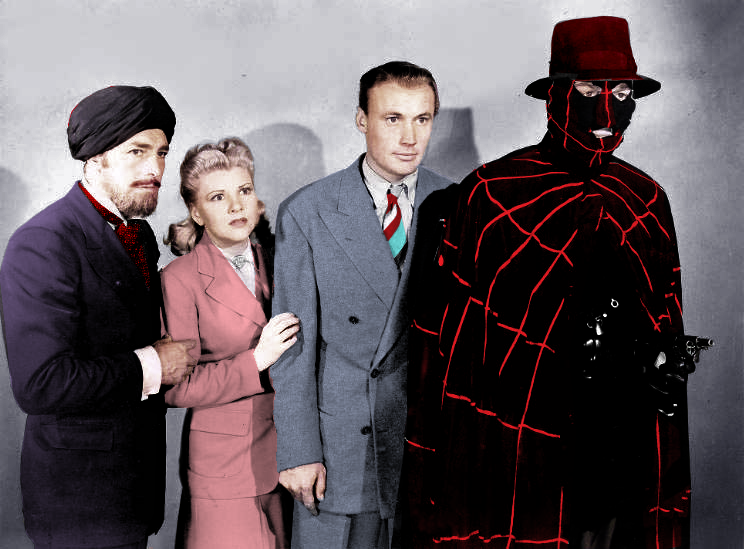
Fotografía coloreada usada para publicitar la serie de películas " The Spider Returns " (Columbia 1941).

Columbia Pictures produjo dos seriales cinematográficos del Araña, ambos consistentes en 15 capítulos con cliffhangers, con Warren Hull como protagonista, interpretando a Richard Wentworth. La primera, The Spider's Web (1938; La Tela del Araña), fue también el primer cine serial basado en un personaje de una serie popular de revistas pulp. En este serial, el Araña lucha contra El Pulpo (The Octopus) y sus secuaces, quienes intentan interrumpir todos los sistemas de transporte comercial y de pasajeros y, posteriormente, toda la industria estadounidense. Norvell Page, quien fuera uno de los novelistas de The Spider para la revista pulp, fue uno de los escritores que trabajó en el guion del serial.
En el segundo serial, The Spider Returns (1941; El Regreso de el Araña), The Spider lucha contra La Gárgola (The Gargoyle), el misterioso amo del crimen y sus secuaces, quienes amenazan al mundo con actos de sabotaje y asesinatos masivos en un esfuerzo por arruinar la defensa nacional de los Estados Unidos.
Los dos seriales presentan un dramático cambio en el vestuario respecto a la apariencia del Araña en la revista: una capa negra y una máscara que tienen impreso un patrón de telaraña blanca y que se combinan con su fedora negro habitual. Esta notable adición le confirió al Araña en la pantalla grande una apariencia más cercana a la de los superhéroes tradicionales, como la de otros héroes del pulp y de los cómics que se estaban adaptando para cine seriales en esa época. Asimismo, hizo que el Araña del cine serial se pareciera menos al popular héroe de los pulp de Street & Smith, La Sombra[cita requerida] que también había sido producido por Columbia Pictures.

## Reimpresiones de las novelas
Muchas, si no todas, de las 118 novelas originales del Araña en la revista pulp han sido reimpresas a lo largo de los años en ediciones de bolsillo en papel fino o económico, o en alguna otra forma.
Berkley Books (para entonces llamado Berkley/Medallion) reimprimió por primera vez el Araña en 1969 y 1970, con la intención de reimprimir en orden las 118 novelas, esperando beneficiarse del éxito de la reimpresión de las novelas de Doc Savage, que eran publicadas por Bantam Books. Sin embargo, estas primeras reediciones de bolsillo tuvieron bajas ventas después de apenas cuatro volúmenes, y la serie planeada fue cancelada.
A mediados de la década de 1970, Pocket Books reimprimió cuatro novelas del Araña, con "modernas" ilustraciones de cubierta estilo pulp hechas por Robert A. Maguire. En esta serie, se muestra a el Araña como un héroe rubio, musculoso y fuertemente armado, sin llevar disfraz. Estos libros de bolsillo tampoco lograron encontrar una audiencia y la serie se canceló. Una de las razones por las que nunca lograron tener éxito con el público a quien iban dirigidas fue probablemente que las cuatro novelas fueron reeditadas y modernizadas. Por ejemplo, en la reimpresión de Death and the Spider (que fue publicada originalmente en 1940), Nita Van Sloan aparece conduciendo un Jaguar E-type X-KE, un auto deportivo que no fue creado sino hasta 1961, unos 19 años después.
Aproximadamente al mismo tiempo en Inglaterra, el editorial Mews Books/New American Library reimprimió cuatro de las novelas del Araña con una nueva portada, diferente en estilo y ejecución de aquellas empleadas en la reedición de Pocket Books. Esta serie de libros de bolsillo del Araña también fue cancelada tras solo cuatro títulos.
Un evento inusual relacionado con la publicación del Araña ocurrió de manera inesperada en 1979. El editorial Python Publishing publicó la última novela original de Spider, nunca antes publicada, y titulada Slaughter, Inc. (Masacre & Co., escrita por Donald G. Cormack), que debía haberse publicado originalmente como el número 119 de el Araña. Python la publicó como un libro de bolsillo de un solo número. Debido a asuntos de derechos de autor, todos los nombres de los personajes se cambiaron, la historia cambió de título a Blue Steel: The Ultimate Answer To Evil (Acero Azul: La Respuesta Última al Mal), y el nombre del autor apareció como "Spider Page" (sin duda una referencia al autor original de la novela, Norvell Page). El Araña fue presentada como un personaje llamado Blue Steel (Acero Azul). Al igual que con las ediciones de el Araña hechas por Pocket Books, este libro de bolsillo tenía una imagen de portada de estilo pulp modernizada, mostrando a un héroe rubio y fuertemente armado que iba sin disfraz (al parecer una pintura de portada del artista George Gross, que estaba terminada pero nunca se había usado en la reimpresión que hiciera Freeway Press de otro personaje de revistas pulp, Operador No. 5). En 2012, el editorial Moonstone Books finalmente publicó la novela inédita del Araña Slaughter, Inc. en su forma original sin editar. La novela se volvió a reimprimir en 2018 por Altus Press como una edición facsímil, esta vez diseñada para lucir exactamente como se habría visto en la década de 1940 el Araña # 119 en el pulp.
En 1980, Dimedia, Inc. reimprimió tres novelas de pulp del Araña en el formato de bolsillo más grande en papel fino. En 1984, continuaron con tres reimpresiones adicionales de novelas del Araña en papel económico, una en 1984 y dos en 1985. Estas tres últimas tenían pinturas de carátula completamente nuevas del el Araña original y disfrazado de los artistas Ken Kelly (en los volúmenes uno y dos) y Frank Kelly Freas (en el volumen tres).
A principios de la década de 1990, Carroll & Graf Publishers publicó una serie de ocho libros de bolsillo el Araña, cada uno en formato de novela doble. Todos los libros utilizaron ilustraciones originales de la revista pulp del Araña en sus carátulas. Estas 16 novelas se convirtieron en la serie de reimpresiones de mayor duración del Araña para el mercado de libros de bolsillo. Una de las portadas era una pintura nueva hecha por Rafael DeSoto, el ilustrador original.
Después de Carroll & Graf, varios editoriales pequeños especializados en reimprimir pulps  intentaron publicar una reimpresión completa de la serie de el Araña. Bold Venture Press publicó diez números de el Araña (los números 5,6,7,8,16, 26, 31 y 50). Wildside Press publicó también dos reimpresiones de el Araña (# 78 y 92).
De todos estos editoriales, Girasol Collectibles ha sido el más perseverante. Ha reeditado las novelas tanto como una serie de ediciones sencillas de facsímiles de las novelas pulp como también como historias reeditadas en libros de bolsillo en papel fino de "doble novela pulp". Ambas series utilizan las ilustraciones originales de la revista pulp de el Araña para sus portadas. Publicaron 25 de estos números de novelas dobles (es decir, un total de 50 novelas reimpresas).
En 2007, la editorial de ciencia ficción Baen Books de Nueva York publicó un libro de bolsillo sencillo con tres reimpresiones de novelas del Araña. En 2008, lanzaron un segundo libro de bolsillo complementario de reimpresiones del Araña. En 2009, Baen imprimió los dos volúmenes como libros de bolsillo en papel fino. Una de las tres novelas de la segunda antología es protagonizada por otro personaje pulp de Popular Publications, The Octopus (el Pulpo). Las ediciones de Baen tenían ilustraciones nuevas de carátula del Araña hechas por el destacado diseñador gráfico y artista de cómics Jim Steranko. En 1970, para Pyramid Books y HBJ / Jove Books, Steranko había ilustrado 27 (de 28 carátulas) para sus reediciones de novelas de bolsillo del héroe rival de pulp La Sombra (la portada de Mobsmen On The Spot reutilizó una portada de la revista pulp original de La Sombra, de George Rozen). Steranko también ilustró nuevas portadas adicionales para cinco de las segundas impresiones de las novelas de La Sombra.
También en 2007, Moonstone Books publicó una antología original de historias nuevas de el Araña titulada The Spider Chronicles (Las Crónicas de el Araña). En 2013, Moonstone publicó una segunda antología, The Spider: Extreme Prejudice (el Araña: Prejuicio Extremo), con 12 historias nuevas del Araña.
A fines de 2009, el club de libros de ciencia ficción de Doubleday reimprimió en carátula dura el segundo volumen de tres en uno del Araña publicado por Baen el año previo. Se convirtió en la primera edición de el Araña publicada en tapa dura.
En agosto de 2009, el editorial Age of Aces reimprimió la trilogía del Araña Black Police (Policía Negra) en un solo volumen que recibió el título de  "The Spider vs. The Empire State". Esta trilogía constaba de tres números de 1938 que estaban conectados en su trama: Los números 60 (septiembre de 1938), 61 (octubre de 1938) y 62 (noviembre de 1938).
En octubre de 2012, Moonstone Books publicó una novela original del Araña, Shadow of Evil (Sombra del Mal), escrita por C. J. Henderson.
The Vintage Library tiene disponibles 34 reimpresiones con licencia de novelas del Araña en formato PDF.  Se pueden descargar de su sitio web por una módica suma.
Novelas facsímiles del Araña siguen apareciendo impresas por otras editoriales, y también se han publicado en formato de libro electrónico para Kindle.
En agosto de 2018, Altus Press lanzó la serie de libros titulada The Wild Adventures of The Spider (Las Salvajes Aventuras de el Araña). El primer libro de la serie fue escrito por Will Murray. En The Doom Legion Richard Wentworth se une con James Christopher, también conocido como Operador 5, y con G-8, dos de los principales héroes pulp de Popular Publications. Se ha anunciado una secuela, Fury in Steel para 2020. Altus ha comenzado recientemente a reimprimir la serie completa del Araña en el orden de publicación original, y los libros se publican mensualmente en la actualidad.

## Cómics y novelas gráficas del Araña
A principios de la década de 1990, Timothy Truman reinterpretó a El Araña y sus personajes en formato de cómic para Eclipse Comics. Como se señala en Comics Scene #19, Truman ambienta su versión del Araña en la «década de los noventa vista desde los años treinta». Los elementos de esta versión del entorno del Araña incluyen dirigibles como un medio de transporte común, la Liga de Naciones aún existiendo en el pasado cercano (Wentworth conoce a Ram Singh durante una intervención en India/Pakistán) y la Segunda Guerra Mundial, si es que alguna vez sucedió, tiene lugar de manera diferente. Esta serie incluía el personaje de un comisionado afroamericano de nombre Kirkpatrick.[cita requerida]
Moonstone Books inició una nueva serie de novelas gráficas del Araña, en la que cada volumen tiene la más la estructura de una historia en prosa ilustrada que la de los cómics tradicionales, panel por panel.[cita requerida] En marzo de 2011, la misma editorial publicó el primer número de un cómic más tradicional del Araña, con ilustraciones del veterano creador Pablo Marcos .[cita requerida]
En agosto de 2011, Dynamite Entertainment anunció que iban a producir una nueva serie actualizada de cómics del Araña, escrita por el novelista David Liss. El primer número fue publicado en mayo de 2012. El traje que usa el Araña en esta serie se basa en el que usó el actor Warren Hull en los cine seriales del Araña de la década de 1940 hechos por Columbia, si bien las líneas de la telaraña del traje negro son de color rojo sangre en lugar de blanco. Esta serie de cómics muestra a El Araña y sus aliados luchando contra el crimen en los Estados Unidos de hoy día. En 2013, Dynamite anunció que el número 18 de el Araña sería el último.[cita requerida]
En diciembre de 2012, Dynamite lanzó el primer número de Masks, una miniserie de cómics de ocho números en la que el Araña hace equipo con otros personajes de cómics basados en héroes pulp de Dynamite, incluyendo a El Avispón Verde y Kato, La Sombra, y un descendiente de El Zorro en los años treinta, entre otros. Luchan contra un poderoso sindicato criminal que, aliado con la mafia, controla la ciudad de Nueva York desde las sombras por medio del corrupto y poderoso Partido de la Justicia, que ha tomado control total sobre la ciudad y sus habitantes. Esta miniserie, ambientada en la era de la Depresión económico de los años treinta, no se encuentra en la misma continuidad de universo o historia que la serie principal de cómics del Araña publicada por Dynamite. La historia se basa en las novelas de la revista del Araña «La ciudad que pagó para morir», «El Araña a Raya» y «El azote de las Legiones Negras», todas escritas por Norvell Page. Page no recibe crédito en esta adaptación. Dynamite recopiló la miniserie completa de Masks en una novela gráfica en un solo volumen.[cita requerida]